# Бозон II (граф де Ла Марш)

Родословие графов Перигора X—XI веков по Сеттипани

Бозон II (фр. Boson II; умер около 1008) — сеньор Нижнего Марша с 988 года, граф Марша и Перигора с 997 года.
После смерти старшего брата — Альдебера I объединил в своих руках все родовые владения. Первый назвал себя графом Марша (comes Marchiæ).
В хронике Адемара Шабанского сообщается, что граф Бозон был отравлен женой (имя которой не известно).
Последние документы, в которых он упоминается, датированы: один — 27 декабря 1003 года, другой — двумя датами, 1006 и 1012 годы. Похоронен в Перигё.
Дети:
- Эли II (ок. 990 — после 1032/1033) — граф Перигора
- Бозон III (ок. 990—1031/1044) — граф Перигора.

После смерти Бозона II опекунами его детей стал герцог Гильом V Аквитанский. Он им оставил Перигор, а Марш передал Бернару I — сыну Альдебера I.